# Операція «Хакенсак»
Опера́ція «Ха́кенсак» (англ. Mission Hackensack) — одна зі складових Нормандської повітрянодесантної операції, яка була проведена американськими повітрянодесантними військами 6 червня 1944 на території Франції в ході висадки військ союзників в Нормандії.
Головним завданням операції ставилося проведення десантування посадочним способом планерів з підкріпленнями 82-ї повітрянодесантної дивізії на узбережжя Нормандії.

## Десантування82-ї дивізії— місія «Хакенсак»
| Серія | Підрозділ | Формування ВТА            | Кіл-сть літаків C-47 | Кіл-сть планерів | Аеродром зльоту     | Площадка приземлення | Час десантування |
| 36    | 2/325-го планерного полку 2/401-го планерного полку                                                                                    | 439-та тактична група ВТА | 26                   | 25 CG-4 25 Horsa | Апоттері (база ВПС) | LZ «W»               | 09:00            |
| 37    | штаб 2/325-го планерного полку; штаб 2/401-го планерного полку; підроздили забезпечення 325-го полку; КШМ 505-го, 507-го та 508-го пдп | 441-ша тактична група ВТА | 50                   | 50 CG-4          | Меріфілд (база ВПС) | LZ «W»               | 09:10            |